# Smittoidea numma
Smittoidea numma is een mosdiertjessoort uit de familie van de Smittinidae. De wetenschappelijke naam van de soort is, als Smittina numma, voor het eerst geldig gepubliceerd in 1949 door Marcus.